# سانگای تیلونگ
سانگای تیلونگ (به لاتین: Sungai Tilong) یک منطقهٔ مسکونی در برونئی است که در Berakas 'B' واقع شده‌است.